# Pristimantis jester
Pristimantis jester é uma espécie de anfíbio caudado da família Strabomantidae. Está presente na Guiana. A UICN classificou-a como pouco preocupante.